# Dirección General de Aeronáutica Civil (Guatemala)
Pour les articles homonymes, voir Dirección General de Aeronáutica Civil.

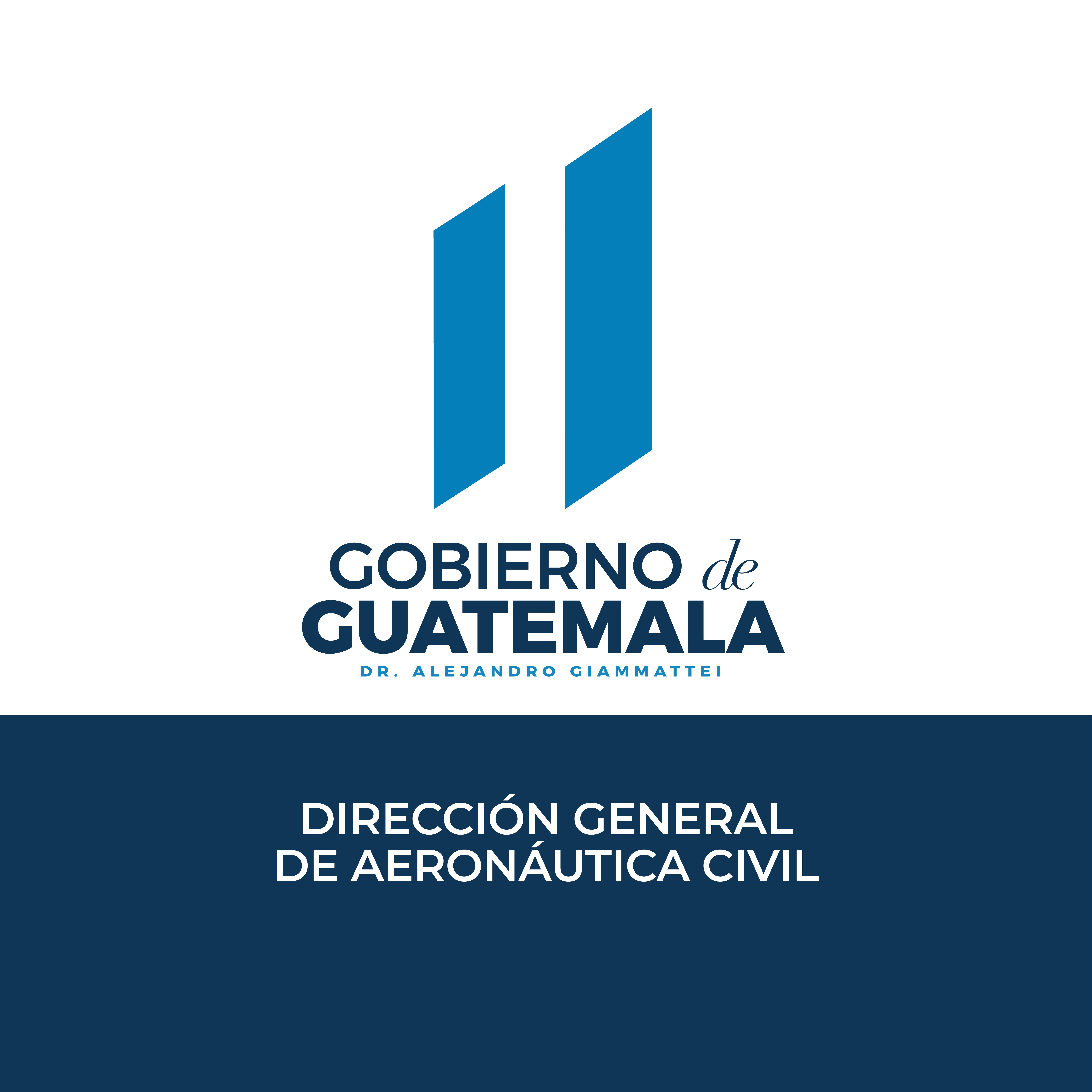
Logo de la La Dirección General de Aeronáutica Civil (DGAC).

La Dirección General de Aeronáutica Civil (DGAC) est l'agence de l'Aviation civile de Guatemala. Le ministère a son siège dans l'Aéroport international La Aurora, a la ville de Guatemala,.
La Seccion de Investigación de Accidentes de la DGAC est l'organisme guatémaltèque permanent chargé des enquêtes sur les accidents et les incidents graves en aviation civile qui surviennent sur le territoire guatémaltèque.